# Pont d'Étaples
Le pont d'Étaples, surnommé « Pont rose » pour sa couleur, est un ouvrage d'art routier qui relie Étaples au Touquet-Paris-Plage et à Cucq dans le département français du Pas-de-Calais en région Hauts-de-France. Il est situé sur l'estuaire de la Canche à l'amont du port d'Étaples. Depuis 1860, c'est le quatrième pont successif assurant la traversée de la Canche entre Étaples et Cucq.

## Pont actuel dit «pont rose»

### Historique
Ce pont dit « pont rose », en raison de la couleur de son parement de gravier qui orne son armature de béton, situé pratiquement à l'emplacement du deuxième pont appelé « pont Peulabeuf », relie les communes d'Étaples et du Touquet-Paris-Plage. Il est construit à partir de 1948, sous la direction de M. Hennequin, jeune ingénieur de l'École nationale des ponts et chaussées, de MM. Mucherie père et fils représentant l'entreprise Peulabeuf d'Arras, d'André Fourrier, son directeur, et du chef de chantier Paul Van Compernol (maire de Camiers en 1953). Les architectes le désaxent par rapport au précédent qui traversait la place d'Étaples dans sa largeur car « on craignait que, lors de sa construction, les fondations de l'ancien ne s'ébranlent ».
Afin de fluidifier la circulation importante venant au Touquet-Paris-Plage, difficile sur le pont provisoire, le quatrième nouveau pont est ouvert à la circulation le 13 août 1949 avant que les travaux ne soient complètement terminés (tests de résistance et réception officielle des travaux).
Il est donc de nouveau fermé en septembre 1949 pour les épreuves de chargement et leurs mesures. Celles-ci sont réalisées en soumettant chaque travée aux mêmes épreuves : neuf camions chargés, représentant 158 tonnes sont placés sur la chaussée, chaque trottoir étant recouvert de 40 tonnes de cailloux. Le fléchissement enregistré est de 1,75 mm. Puis, en charge roulante, le fléchissement dû au passage de 17 camions représentant une masse de 315 tonnes n'est que de 3 mm. Les essais s'avèrent donc concluants, le fléchissement maximal autorisé étant de 10 mm.

### Caractéristiques techniques
Ce pont, construit en béton armé avec des parements de gravier rose, repose sur trois piles, au lieu des six du second pont, à l'origine de l'envasement de la Canche.
Il est constitué de quatre arches de 38 m et mesure 163,50 m de long et 15 m de large. La chaussée a une largeur de 10 m et ses deux trottoirs font 2,5 m de large.
En 2014, il permet le passage de 25 000 véhicules par jour, hors période de pointe l'été ou à l'occasion de manifestations telle l'Enduropale.
En 2017 et 2018, des travaux sont entrepris : rénovation complète de la voirie, création distincte d'un chemin piéton et d'une piste cyclable sur la chaussée du pont afin de permettre la jonction des tronçons de véloroute d'Étaples et du Touquet-Paris-Plage, mais aussi élévation d'un petit muret rétroéclairé entre la route et l'espace piétonnier,.
Les véhicules disposent d'une voie de circulation dans le sens Étaples-Le Touquet et de deux dans le sens inverse.

## Décoration
Outre sa couleur, le pont comporte en rive gauche deux piles monumentales qui dissimilent des locaux techniques dont les accès sont surmontés chacun d'un blason stylisé, celui de la commune d'Étaples côté droit dans sa direction, et celui de la commune de Cucq en vis-à-vis du premier.

## Historique de la traversée de la Canche d'Étaples à Trépied
À l'origine existait un passage à gué et un bac reliant Étaples et Trépied, hameau de la commune de Cucq. Un autre bac était situé à Attin, qui fut « durant près de mille ans, le seul grand chemin royal de France en Angleterre. Les sentiers qui reliaient le bac à la citadelle de Montreuil, furent la grand'route du trafic comme celle des invasions ».
Avant la construction du pont Napoléon, il faut utiliser le bac d'Étaples, qui a donné son nom à la rue du Bac et qui avait une certaine importance, car celui qui en était adjudicataire devait au Roi un droit de péage à prendre sur tous ceux qui passaient l'eau à Étaples. On payait un sou à marée basse et deux sous à marée haute.

### Le premier pont dit «pont Napoléon»

#### De 1860 à 1900
En 1804, Napoléon Ier ordonne la construction d'un pont pour traverser la Canche, à Étaples. Ce pont est réalisé sous Napoléon III en 1860.
Cet ouvrage, long de 188 m, dont 100 m en fer et 88 m en bois, de 5 m de large et ne comportant pas de trottoirs pour les piétons, est livré le 9 février 1860. Il est posé, pour moitié, côté rive droite, sur des piles en maçonnerie et tablier métallique, et comprenant 5 travées de 20 m et, pour l'autre moitié, côté rive gauche, sur échafaudage en bois et tablier de même, comportant 10 travées de 8 m.
Le coût de la construction de cet ouvrage est estimé à 120 000 francs, le coût réel fut de 143 000 francs, en partie financée par des aides de l'État (pour un montant de 70 000 francs), du département, de la commune d'Étaples et des communes intéressées. La différence est financée par un droit de péage perçu pendant 45 ans par M. Legrand, ingénieur civil à Paris et entrepreneur de l'ouvrage. Le garde du pont chargé de percevoir ce droit de péage est M. Gorenger, qui demande avec son accent alsacien « ... Teux zous pour basser et teux zous pour rabasser »,. Le pont est ouvert à la circulation le 9 février 1860.
En 1877 est lancé le projet du rachat du péage afin d'assurer la gratuité du franchissement du pont. Alphonse Daloz, ancien notaire, mène les négociations avec la région. Le 1er janvier 1878, le péage est supprimé : le département et les communes intéressées ont racheté l'ouvrage pour un montant de 70 000 francs.

#### De 1900 à 1926

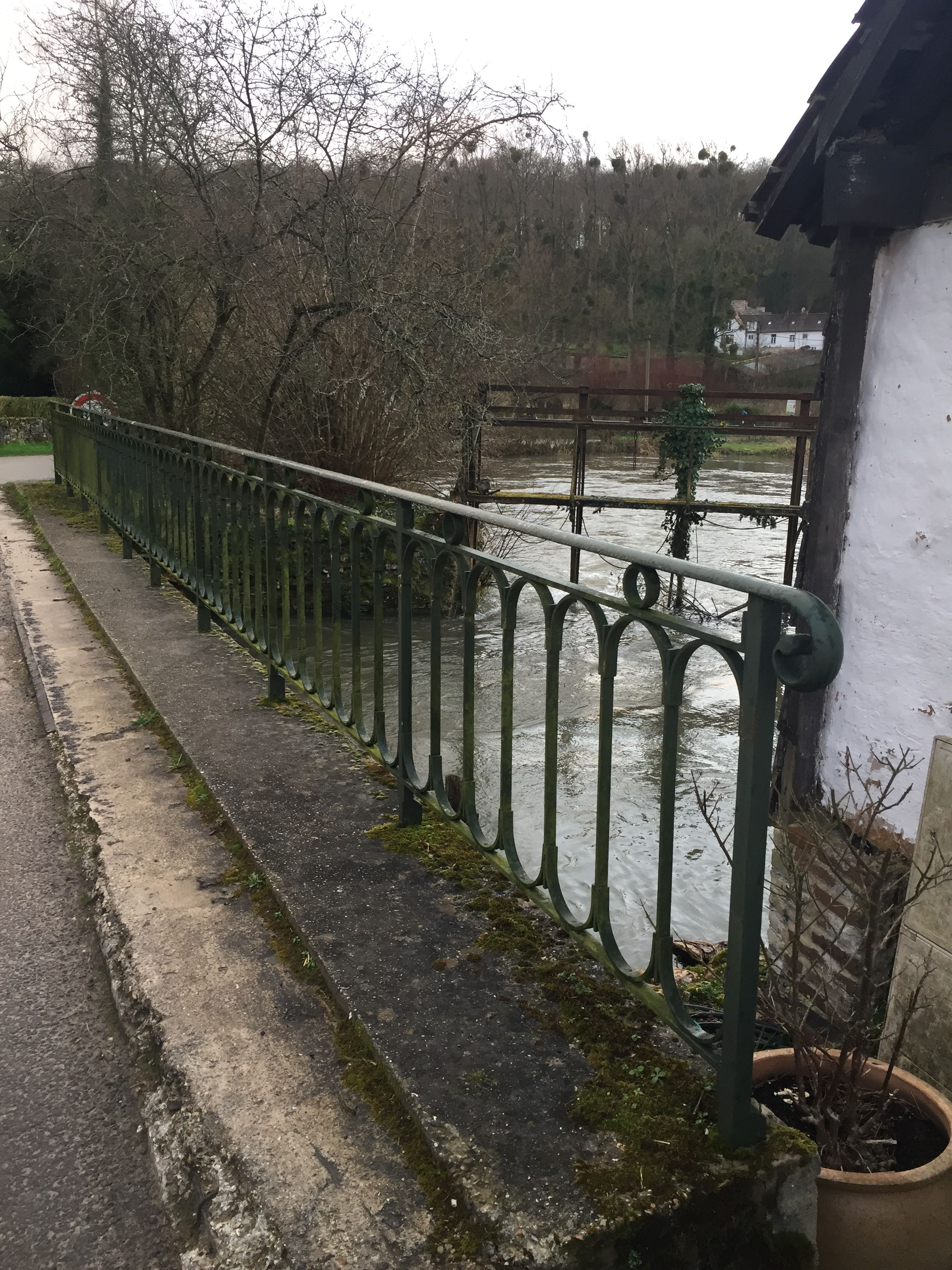
Garde-corps du moulin de Maintenay (Pas-de-Calais), vestige du pont du tramway d'Étaples à Paris-Plage.

Durant l'hiver 1899-1900, sous l'impulsion de Paris-Plage, qui souhaite voir aboutir un projet de chemin de fer d'intérêt local, il est décidé d'entreprendre le renforcement de ce pont pour le passage du futur tramway d'Étaples à Paris-Plage. Il s'agit d'élargir la première partie en maçonnerie et de remplacer complètement la seconde partie en bois.
Les travaux du pont ont été adjugés à la maison Kessler et Cie, constructeurs à Argenteuil. Pour la première partie, on installe latéralement et de chaque côté un système de potences, sur lesquelles on place les trottoirs, l'ancienne largeur formant entièrement la route pour le tramway et les voitures.
Pour la seconde, qu'il s'agit de refaire entièrement, on enfonce dans le sable des tubes en acier dans lesquels on coule du béton. Ceux-ci, dressés de chaque côté, sont reliés entre eux par une armature métallique puissante sur laquelle est assis un tablier métallique.
La dernière travée est mise en place le 7 juillet 1900 et, en quatre jours, tout est terminé. Le 8, on installe les poteaux destinés à supporter les fils électriques dans la traversée du pont.
Le mardi 10 au matin, la réception des travaux a lieu en présence de l'ingénieur Marion, de M. Houpert (ingénieur des ponts et chaussées), de Jules Moleux (conseiller général du canton d'Étaples) et de François Godin, maire de Cucq. Ils effectuent le parcours en tramway de la gare d'Étaples à la station balnéaire de Paris-Plage; le permis d'exploitation est donné.
L'après-midi, le tramway fonctionne pour le public.
L'inauguration officielle a lieu le 15 juillet 1900; elle devait se dérouler sous la présidence du préfet du Pas-de-Calais Alapetite. Empêché au dernier moment, il s'est fait représenter par M. Buellet, son secrétaire général, accompagné par M. Jules Gerberot, vice-président du conseil de préfecture, assisté du député Louis Boudenoot et de toutes les autorités de la région. Cette inauguration se conclut par un banquet qui se déroula au Grand-Hôtel de Paris-Plage autour d'une vaste table qui réunit 70 couverts. En plus des personnes citées étaient présents MM. Roger de Rocquigny, maire d'Étaples, Lalouette, président du syndicat des propriétaires de Paris-Plage, Garet père, trésorier du syndicat, Charles Prévost, le premier concessionnaire de la ligne, tous les membres du conseil municipal de Cucq, etc..
En 1925, ce pont est supprimé après la mise en service du deuxième pont dit « pont Peulabeuf ». On peut voir les garde-corps, vestiges de cet ouvrage, sur le pont situé au moulin de Maintenay.

### Le deuxième pont dit « pont Peulabeuf »
Ce pont en arc, situé plus en aval du premier pont, pratiquement où est construit le « pont rose », est appelé « pont Peulabeuf » (ou Pont Blanc), du nom de l'entrepreneur de travaux publics d'Arras, Louis Peulabeuf, spécialisé dans les grands ouvrages en ciment armé, qui l'a réalisé, du 12 janvier 1925 à juin 1926. Il est conçu par les architectes Paul Decaux, d'Arras, et Édouard Crevel, de Paris. L'exécution des travaux est suivie par M. Boutet, ingénieur en chef des ponts et chaussées. Son coût est estimé à 4 millions de francs.
Construit en béton armé, sa longueur est de 166,80 m. Il comporte six piles et deux culées. Le tablier est prévu pour deux voies ferrées d'intérêt local, le tramway, ainsi que pour deux files de véhicules. La largeur totale de la chaussée est de 10 m, la largeur de chaque trottoir est de 2,5 m. Ces dispositions très largement conçues sont entièrement justifiées par le développement de la station balnéaire du Touquet-Paris-Plage. Le pont est également équipé de huit lampadaires de chaque côté, au droit de chaque pile.
Parallèlement à l'exécution de l'ouvrage proprement dit, l'entrepreneur a dû établir une importante déviation du chemin de grande communication no 119. Du côté Étaples, l'entrée du pont a été complètement dégagée, par l'élargissement de la rue du Port jusqu'à la place principale d'Étaples. En 1923, pour la construction de la digue du champ de courses, des remblais, exécutés en blocs de marne, extraits d'une carrière d'Étaples, à environ 600 m du chantier, ont été amenés par une voie Decauville qui traversait la Canche sur une passerelle provisoire en bois de 150 m environ, utilisée uniquement pour les travaux de terrassement de cette digue, afin de ne pas retarder les travaux. Sur l'ouvrage et dans la rue du Port, pour leur revêtement, il a été utilisé la brique extradure d'Hydrequent posée au ciment sous forme de béton. Le 6 juin 1926, pour l'inauguration du pont, la commune du Touquet-Paris-Plage organise un banquet au Casino de la forêt, en présence de M. Wattier, directeur de la navigation, M. Anatole de Monzie, ministre des Travaux publics, qui devait présider cette cérémonie, étant retenu à Paris par un conseil de cabinet d'une importance exceptionnelle. Ce pont, miné par le génie français en mai 1940 mais finalement épargné, est détruit par les Allemands le 4 septembre 1944 à 13 h 25 lors de l'arrivée des Alliés, en l'occurrence les troupes canadiennes.

### Le troisième pont provisoire
Le pont Peulabeuf détruit, une passerelle de bois pour les piétons est mise en service le 13 septembre 1944. Une tempête le démolit le 2 octobre. Le 29 novembre, il est décidé de construire un nouveau pont, à l'emplacement du pont de 1860 dont il remploie les culées.
Ce pont provisoire est construit en bois, à passage unique avec une zone de croisement en son milieu. Ce pont est ouvert à la circulation le 29 novembre 1944 jusqu'en 1949. Il est détruit en 1950. Il était situé à l'emplacement du premier pont Napoléon.

### Positionnement des différents ponts
En prenant l'ouvrage actuel comme base de comparaison, on constate que le pont Peulabeuf de 1926 établi en biais comparativement au lit de la Canche, était à 60 m en amont, côté Touquet-Paris-Plage, pour aboutir au même endroit devant la Grand'place d'Étaples. Le pont primitif Napoléon se situait à 160 m en amont sur la rive gauche pour aboutir de l'autre côté dans l'axe de la rue d'Hérambault.

## Pour approfondir